# O Canto das Sereias
O Canto das Sereias foi uma minissérie brasileira produzida e exibida pela extinta Rede Manchete de 16 a 26 de julho de 1990 em 8 episódios. De autoria de Paulo César Coutinho, com direção de Jayme Monjardim.

## Sinopse
A sereia Teoxíope, de 3 mil anos, apaixona-se pelo escritor Ulisses, que havia se mudado para uma ilha, local onde se desenrola a história, a fim de buscar um ambiente adequado para seu trabalho e tentar salvar seu casamento com Sophrosine. Contudo, com a presença das sereias no local, outras três histórias de amor acontecem na ilha, uma vez que elas não só seduzem os homens, como despertam a paixão em todos os seres humanos das redondezas. Sem regras morais, Sophrosine, madrasta do filho de Ulisses, Telêmaco, apaixona-se pelo próprio enteado. Aglaope, por sua vez, perde a imortalidade ao se casar com o pescador Orpheu e acaba morrendo. Parthenope, que atormenta o faroleiro Hélio, leva-o à loucura.

## Produção
O enredo da minissérie foi considerado confuso para o público habitual da televisão brasileira, com uma narrativa lenta, bem ao estilo do então diretor Jayme Monjardim, mas que serviu no entanto para mostrar as belezas da Ilha de Fernando de Noronha, exibida de forma paradisíaca. Alcançou bons índices de audiência, superando por vezes uma das principais emissoras brasileiras, a Rede Globo. A equipe de produção, com 30 pessoas, incluindo atores e técnica, passou três semanas em Noronha, a mesma locação utilizada pela minissérie Riacho Doce, exibida pouco depois pela Rede Globo.

## Recepção
A minissérie concorria e por vezes até conseguia ter mais audiência que Boca do Lixo da Rede Globo, porém ao contrário da minissérie da emissora concorrente, "O Canto das Sereias" não conseguia o mesmo apreço pela crítica especializada que Boca do Lixo tinha.

## Elenco
- Ingra Liberato - Teoxíope
- José de Abreu - Ulisses
- Mika Lins - Sophrosine
- Giuseppe Oristânio - Telêmaco
- Andréia Fetter - Aglaope
- Luciano Quirino - Orpheu
- Nani Venâncio - Parthenope
- Marcos Caruso - Hélio
- Ruy Rezende - Polifemo
- Eduardo Conde - Bronte
- Geisa Gama - Nausica
- Xandó Batista - Laerte
- Guilherme Pereira - padre
- Paulo César Coutinho - recepcionista de hotel